# Magnolia kwangsiensis
Magnolia kwangsiensis este o specie de plante din genul Magnolia, familia Magnoliaceae, descrisă de Richard B. Figlar și Hans Peter Nooteboom. Conform Catalogue of Life specia Magnolia kwangsiensis nu are subspecii cunoscute.